# Faleri
Faleri (zdaj Civita Castellana) je bilo mesto v južni Etruriji, 50 km severovzhodno od Rima, 34 km od Veija (glavna etruščanska mestna država ob reki Tiberi) in približno 1,5 km zahodno od starodavne Via Flaminia. To je bilo glavno mesto Faliscev, ljudstva, katerih jezik je bil narečje latinščine in je bil del latinsko-faliskanske jezikovne skupine. Ager Faliscus (dežela Faliscan), z mesti Capena, Nepet (Nepi) in Sutrium (Sutri), je bila blizu hribovja Cimini.
Strabonova trditev, da je bilo prebivalstvo, Falisci, drugačne rase od Etruščanov, podpirajo dokazi v napisih, ki so jih našli tukaj. Pisali so v latinskem narečju. Večina ohranjenih napisov izhaja iz druge polovice 4. stoletja pred našim štetjem in prve polovice 3. stoletja pred našim štetjem. Faliscanski jezik je preživel »dominacijo [okolne] etruščanske kulture, pa tudi dolgoročno širitev Rimljanov«. 

## Zgodovina
Zgodovina Falerija je bila zaznamovana predvsem s trajnimi vojnami. Že 437/436 pr. n. št. so se na strani Fidene borili proti Rimu; to zavezništvo seveda dokazuje dolgotrajne dobre stike v latinskem prostoru. Od 402 do 293 pr. n. št. so sledili etruščanskim mestom Veio in Tarkvinija v treh dolgih vojnah proti vzponu Rima. Leta 241 pr. n. št. je bilo mesto zajeto in uničeno. Rimski senat je sem preselil prebivalstvo in zahodno ustanovil starodavno mesto z istim imenom, da bi se razlikoval, so ga imenovali Falerii Novi. V srednjem veku so se prebivalci vrnili na prvotni bolj primeren položaj za naselitev, kjer je danes mesto Civita Castellana.

## Lega

### Falerii Veteres
Lega prvotnega Falerija je na planoti na površini okoli 1100 krat 400 m, ne višje od okolice (140 m), vendar ločeno od nje s sotesko, več kot 60 m globoko in je z njo povezana na zahodni strani, kar je bilo močno utrjeno z nasipom in jarkom. Preostali del mesta so branili zidovi iz pravokotnih blokov iz tufa, od katerih nekateri še vedno obstajajo. Ostanki templja so bili najdeni leta 1888 v Lo Scasatu, na najvišji točki starodavnega mesta, drugi pa so izkopani na obrobju.
Dodelitev enega od teh božanstvu Juno Quiritis je negotova. Stavbe so bile iz lesa, z lepimi dekoracijami barvne terakote. Na vseh straneh mesta so vidne številne grobnice, ki so jih izkopali v skali, v njih pa so bila odkrita pomembna odkritja; številni predmeti, tako iz templjev kot tudi iz grobnic, so v Museo di Villa Giulia v Rimu. Podobne najdbe so bile tudi v Calcati, 10 km južno in Corchianu, približno 10 km severozahodno.

### Falerii Novi
Position: 42°17′59″N 12°21′34.32″E / 42.29972°N 12.3595333°E
Lokacija rimskega Falerija je zdaj popolnoma opuščena. Bila je ob cesti, ki je bila lahko Via Annia, po cesti Via Cassia; ta cesta se je približala z juga, je prečkala Nepet (Nepi), medtem ko bi njeno podaljšanje na sever zagotovo imelo ime Via Amerina. Premer mesta je približno 2000 m, njegova oblika je približno trikotna, obzidje je izredno lep in dobro ohranjen primer rimske vojaške arhitekture.
Rimsko mesto je oddaljeno 5 km severozahodno ob Via Annii . Via Flaminia, ki ni prečkala etruščanskega mesta, je imela v bližini dveh postajališči, Aquaviva, približno 4 km jugovzhodno, in Aequum Faliscum, približno 6 km severseverovzhod; pozneje je zelo mogoče identična z etruščanskim mestom, ki ga je George Dennis identificiral s Fescennia . Bilo je okoli 80 stolpov, od katerih jih je 50 še vedno ohranjenih. Omenjene so bile tudi dvoje vrat od menda osmih. Od zgradb znotraj obzidja ni skoraj nič ohranjenega nad tlemi, čeprav so v 19. stoletju izkopali forum in gledališče (kot tudi amfiteater, katerega arena je merila 55 krat 33 m zunaj obzidja). Skoraj edina zgradba, ki stoji še danes, je cerkev svete Marije iz poznega 12. stoletja, ki so jo zgradili menihi iz Savoje. Izkopavanja, izvedena v poznem 19. in v začetku 20. stoletja, so pokazala, da je mogoče načrt celotnega mesta zlahka obnoviti, čeprav so zgradbe utrpele precejšnje uničenje. 